# Дальний (Тоцкий район)
Дальний — посёлок в Тоцком районе Оренбургской области. Входит в состав Суворовского сельсовета.

## История
В 1966 г. Указом Президиума ВС РСФСР поселок отделения № 3 совхоза «Тоцкий» переименован в Дальний.

## Население
| 2010 |
| ---- |
| 0    |